# Haroon Rahim
Haroon Rahim (Lahore, 12 november 1949) is een voormalig Pakistaans tennisspeler.

## Tenniscarrière
Rahim groeide op in een groot, tennisspelend gezin in Lahore. Hij speelde veel Grand Slams, zowel in enkel als dubbelspel. In het herendubbel haalt hij in het US Open de kwartfinales, de 3de ronde op Wimbledon en de 2de ronde op Roland Garros.

## Overwinningen

### Enkel
- 1976: Little Rock tegen voormalig Wimbledon runner-up Alex Metreveli uit de Sovjet-Unie
- 1976: Cleveland tegen de Australiër Colin Dibley, bekend om zijn harde service.

### Dubbel
- 1974: Oslo in 1974
- 1975: North Conway
- 1978: Little Rock

## Records
Haroon Rahim heeft enkele Pakistaanse records op zijn naam staan:
- Hij was op 15-jarige leeftijd de jongste speler die ooit voor Pakistan in de Davis Cup uitkwam.
- Hij was de tweede speler uit Pakistan (na Khawaja Saeed Hai) om in Wimbledon te spelen.
- Hij heeft in de ATP ranking de 44ste plaats bereikt in 1977.

## Prestatietabel
| Legenda | Legenda                          |
| ------- | -------------------------------- |
| g.t.    | geen toernooi gehouden           |
| l.c.    | lagere categorie                 |
| –       | niet deelgenomen                 |
| G       | uitgeschakeld in de groepsfase   |
| 1R      | uitgeschakeld in de eerste ronde |
| 2R      | uitgeschakeld in de tweede ronde |
| 3R      | uitgeschakeld in de derde ronde  |
| 4R      | uitgeschakeld in de vierde ronde |
| KF      | uitgeschakeld in de kwartfinale  |
| HF      | uitgeschakeld in de halve finale |
| F       | de finale verloren               |
| W       | het toernooi gewonnen            |
| w-v     | winst/verlies-balans             |

### Prestatietabel grand slam, enkelspel
| Toernooi        | 1968 | 1970 | 1971 | 1972 | 1973 | 1974 | 1975 | 1976 |
| --------------- | ---- | ---- | ---- | ---- | ---- | ---- | ---- | ---- |
| Australian Open | –    | –    | –    | –    | –    | –    | –    | –    |
| Roland Garros   | –    | –    | –    | 2R   | –    | –    | 2R   | –    |
| Wimbledon       | 1R   | 1R   | –    | –    | –    | 1R   | 2R   | 2R   |
| US Open         | 2R   | 2R   | 3R   | 1R   | 1R   | 1R   | –    | –    |

### Prestatietabel grand slam, dubbelspel
| Toernooi        | 1968 | 1970 | 1971 | 1972 | 1973 | 1974 | 1975 | 1976 |
| --------------- | ---- | ---- | ---- | ---- | ---- | ---- | ---- | ---- |
| Australian Open | –    | –    | –    | –    | –    | –    | –    | –    |
| Roland Garros   | –    | –    | –    | 2R   | –    | –    | –    | –    |
| Wimbledon       | –    | –    | –    | –    | –    | –    | 1R   | 3R   |
| US Open         | 2R   | 2R   | KF   | 1R   | –    | 2R   | –    | –    |